# شادي مسعد
شادي جورج مسعد، مهندس ورجل أعمال لبناني، تعاطى الشأن العام من خلال موقعه السابق في رئاسة الصندوق المركزي للمهجرين، ومن خلال منصبه كمستشار لرئيس الجمهورية اللبنانية للشؤون الاميركية. 

## حياته
ولد المهندس شادي مسعد عام 1959 في بلدة برج الملوك قضاء مرجعيون في الجنوب اللبناني، وهو ينتمي إلى طائفة الروم الارثوذكس. تلقى تعليمه الجامعي في الجامعة الأميركية في بيروت، وتخرّج مهندساً معمارياً (1984) ومن ثم في جامعة بربنيون في فرنسا وحاز على ماجستير في الإدارة السياحية ومن ثم دكتوراه في التنظيم المدني من الجامعة اللبنانية. كما درس إدارة المشاريع ونال دبلوم في هذا التخصص. 

## السياسة
برز اسمه في الشأن العام بعد 15 عاما من الحرب اللبنانية الداخلية، كرئيس مجلس إدارة ومدير عام للصندوق المركزي للمهجرين، بفضل الدور الطليعي الذي لعبه في إعادة المهجرين من كل المناطق اللبنانية، واعادة بناء ما دمرته الحرب الداخلية في لبنان واتمام المصالحة بين الفريقين المتخاصمين، خصوصا إلى منطقة الجبل. كما كانت له اليد الطولى في ضبط الهدر في عملية تمويل العودة. حافظ المهندس مسعد على استقلاليته السياسية، وهو من ابرز المتحمسين لمحاربة الطائفية، وكانت له مواقف بارزة في رفض أي طرح يمكن أن يغذّي الروح الطائفية، ومن هنا يمكن تفهُّم موقفه الرافض والمنتقد بشدة لاقتراح قانون للانتخابات ينصّ على ان يختار أبناء كل مذهب نوابهم، وهو ما عرف بقانون اللقاء الأرثوذكسي. يدافع مسعد دائما عن دور المسيحيين في الانفتاح والتواصل مع الجميع، ويعتبر ان الوجود المسيحي في الشرق يبقى ويستمر ما دام المسيحيون يحافظون على دورهم الريادي في الانفتاح والتواصل مع الآخرين. ترشح للانتخابات النيابية عام 2018 عن منطقة مرجعيون حاصبيا ونال أصواتاً وازنة.

## حياته العملية
يشغل المهندس مسعد حاليا موقع رئيس مجلس إدارة مجموعة CGM الهندسية، ويتبوأ موقع رئاسة مجلس الأعمال اللبناني العماني، ورئيس رابطة المبدعين العرب. أما أبرز المحطات في مسيرة المهندس شادي مسعد فيمكن ايجازها بالتالي:
- العام 1984، عضوا في نقابة المهندسين في لبنان.
- العام 1988، عضواً في اللجنة الهندسية السعودية.
- العام 1993، عضواً في معهد الخرسانة الأميركي (ACI).
- العام 1993، عضوية متحف غوغنهايم (Guggenheim Museum) في نيويورك.
- العام 2001، اختير لعضوية مجلس أمناء «جمعية بيروت ماراثون».
- العام 2002، الرئيس الفخري لـ«جمعية جذور» التراثية.
- العام 2002، عضواً في مجلس أمناء «حركة لبنان الشباب».
- العام 2003، نائبا لرئيس «النادي الأنطوني - بعبدا».
- العام 2004، نائباً لرئيس «جمعية الصداقة اللبنانية الصينية»، ورئيساً لهيئة الاستثمار فيها.
- العام 2008، عضواً في اللجنة المؤازرة لملتقى المرأة العربية.
- العام 2008، رئيساً لمجلس أمناء جمعية "كهف الفنون" للرسم والنحت والتراث".
- العام 2013، عضواً في مجلس أمناء نادي الصحافة.
- 2017 عضواً في جمعية الصداقة اللبنانية الاسبانية

حائز على العديد من الأوسمة والجوائز التقديرية، وله العديد من المنشورات والدراسات.

## وصلات خارجية
1. https://www.lebaneseelections.com/candidate/chadi-massaad نسخة محفوظة 9 أكتوبر 2019 على موقع واي باك مشين. شادي مسعد في الانتخابات اللبنانية
2. رئيس ”مجلس الأعمال اللبناني[1] - العماني“ شادي مسعد
3. "الرئيس سلام يستقبل رئيس مجلس الأعمال اللبناني- العُماني شادي مسعد". pcm.gov.lb. مؤرشف من الأصل في 2019-12-08. اطلع عليه بتاريخ 2017-04-15.
4. "شادي مسعد: السلطنة واحة استقطاب للاستثمارات :: الاغتراب | جريدة السفير". assafir.com. مؤرشف من الأصل في 2017-04-15. اطلع عليه بتاريخ 2017-04-15.
5. "BEIRUT MARATHON ASSOCIATION". beirutmarathon.org. مؤرشف من الأصل في 2019-04-28. اطلع عليه بتاريخ 2017-04-15.
6. "Chadi Massaad : " Il faut profiter de la baisse du prix du brut " - L'Orient-Le Jour". lorientlejour.com. مؤرشف من الأصل في 2017-05-17. اطلع عليه بتاريخ 2017-04-15.
7. "Chadi Massaad - Loubnan al Yom شادي مسعد - لبنان اليوم - YouTube". youtube.com. مؤرشف من الأصل في 2017-08-17. اطلع عليه بتاريخ 2017-04-15.

1. ↑  "اعادة انتخاب شادي مسعد لرئاسة مجلس الأعمال اللبناني – العماني". www.alkalimaonline.com. مؤرشف من الأصل في 2020-02-10. اطلع عليه بتاريخ 2020-02-05.